# Estádio da Luz
Az Estádio da Luz egy labdarúgó-stadion Lisszabonban, Portugáliában, az SL Benfica otthona. Nevének jelentése: A fény stadionja, de a szurkolók gyakran nevezik „A Catedral”-nak, vagyis katedrálisnak is. A négycsillagos UEFA-stadiont, Európa huszonegyedik legnagyobb stadionját 2003. október 25-én nyitották meg.

## Története
Ez a létesítmény adott otthont a 2004-es labdarúgó-Európa-bajnokság 3 csoportmeccsének, a portugál-angol negyeddöntőnek és a Portugália-Görögország döntőnek. A 2013–2014-es UEFA-bajnokok ligája döntőjét itt játszották.
A korábbi Benfica-stadion 120 000 férőhelyes volt, de azt 2002-ben lebontották és azóta a Populous cégáltal felépített új 65 647 férőhelyes arénában játssza mérkőzéseit a lisszaboni csapat.

## Mérkőzések a stadionban a 2004-es Eb-n
| Dátum            |               | Eredmény            |             | Forduló     |
| ---------------- | ------------- | ------------------- | ----------- | ----------- |
| 2004. június 13. | Franciaország | 2–1                 | Anglia      | B csoport   |
| 2004. június 16. | Oroszország   | 0–2                 | Portugália  | A csoport   |
| 2004. június 21. | Horvátország  | 2–4                 | Anglia      | B csoport   |
| 2004. június 24. | Portugália    | 2–2 (h.u.) Pen(6-5) | Anglia      | Negyeddöntő |
| 2004. július 4.  | Portugália    | 0–1                 | Görögország | Döntő       |